# Tzitzikamaia adspersa
Tzitzikamaia adspersa är en insektsart som beskrevs av Naudé 1926. Tzitzikamaia adspersa ingår i släktet Tzitzikamaia och familjen dvärgstritar. Inga underarter finns listade i Catalogue of Life.